# Karl Kowanz (Fußballspieler)
Karl Kowanz (* 15. April 1926; † 30. November 1997) war ein österreichischer Fußballspieler. Der Verteidiger spielte sich mit der Admira in den Stamm der Nationalmannschaft, mit der er an den Olympischen Spielen 1948 teilnahm. Später wechselte er zur Wiener Austria, wo er zweimal die österreichische Meisterschaft gewann und ließ letztlich seine Karriere erfolgreich mit einem ÖFB-Cupsieg beim WAC ausklingen. Karl Kowanz war der Vater der Künstler Karl Kowanz und Brigitte Kowanz.

## Karriere

### Als Fußballspieler
Karl Kowanz kam bereits 1941/42 kriegsbedingt bei der Admira in der Kampfmannschaft in der NSRL-Bereichsklasse zum Einsatz. Nachdem er im April 1946 aus der Kriegsgefangenschaft nach Österreich zurückkam, entwickelte er sich zu einem der führenden Verteidiger in Österreich. Gemeinsam mit Erich Habitzl stieg Karl Kowanz zu den bekanntesten Spielern des Klubs auf und konnte 1948 das Finale im Wiener Cup sowie den dritten Meisterschaftsrang erreichen.
Von Edi Bauer wurde Karl Kowanz erstmals am 18. April 1948 in der österreichischen Nationalmannschaft beim 3:1-Sieg gegen die Schweiz eingesetzt. In insgesamt 14 Länderspielen ohne jegliche Unterbrechung lief er in den folgenden beiden Jahren auf und bildete mit Ernst Happel eine sichere Abwehr. In diese Epoche fällt auch die Teilnahme an den Olympischen Spielen 1948 in London, bei denen Karl Kowanz beim Ausscheiden gegen Schweden wegen wiederholten Foulspiels ausgeschlossen wurde.
Letztlich wurde der Verteidiger 1950 von Meister Austria erworben, wobei er mit den Veilchen 1950/51 sogleich den Titel verteidigen konnte. Anfangs im Zusammenspiel mit Otto Melchior war später Karl Stotz sein langjähriger Partner. In der Nationalmannschaft kam Karl Kowanz noch zu drei weiteren Spielen, Rudi Röckl war sein Nachfolger geworden. In seinen acht violetten Jahren konnte er zudem 1952/53 erneut die Meisterschaft gewinnen und international zweimal das Halbfinale der Copa Rio erreichen.
Am Ende seiner Spielerkarriere wechselte Karl Kowanz noch zum WAC in den Prater, wo er Teil jener Mannschaft wurde, die nach Jahrzehnten wieder Anschluss an die nationale Spitze fand. 1959 wurde im Finale des wiedereingeführten ÖFB-Cups Rapid besiegt und in den folgenden beiden Meisterschaftssaisonen der jeweils dritte Rang erreicht und damit die Qualifikation zum Rappan-Cup geschafft. 1961 beendete Karl Kowanz seine aktive Karriere.

### Als Fußballtrainer
Als Cheftrainer arbeitete er unter anderem von 1965 bis 1967 beim GAK und anschließend bis Ende Oktober 1967 beim Stadtrivalen Sturm jeweils in der höchsten Liga. Danach betreute er den Badener AC, den SV Admira Wiener Neustadt und den 1. Wiener Neustädter SC.

## Erfolge
- 2 × Halbfinale Copa Rio: 1951, 1952
- 2 × Österreichischer Meister: 1950, 1953
- 1 × Österreichischer Cupsieger: 1959
- 17 Spiele für die österreichische Fußballnationalmannschaft von 1948 bis 1953